# Salut l'ami, adieu le trésor
Pour plus de détails, voir Fiche technique et Distribution.
Salut l'ami, adieu le trésor (Chi trova un amico trova un tesoro) est un film italo-américain réalisé par Sergio Corbucci, sorti en 1981.

## Synopsis
Alan parie avec des malfrats une grosse somme d'argent aux courses hippiques et perd. Pour échapper à ces malfrats qui veulent récupérer leur argent, il se réfugie incognito dans le bateau de Charlie qui part faire le tour du monde en solitaire. Durant le voyage, Alan détourne les instruments de navigation afin de diriger le bateau vers une île déserte qui selon son oncle contiendrait un trésor datant de la Seconde Guerre mondiale. Alan et Charlie se rendent bientôt compte que cette île n'est pas aussi déserte qu'elle y paraît.

## Fiche technique
- Titre français : Salut l'ami, adieu le trésor
- Titre original : Chi trova un amico, trova un tesoro
- Réalisation : Sergio Corbucci
- Scénario : Mario Amendola & Sergio Corbucci
- Musique : Fratelli La Bionda
- Photographie : Luigi Kuveiller
- Montage : Ashley Daleki
- Production : Josi W. Konski (en)
- Sociétés de production : Elpico Cinematografica & Take 1 Productions
- Société de distribution : Warner-Columbia Film
- Pays de production :  Italie,  États-Unis
- Langue : Italien
- Format : Couleur - Mono - 35 mm - 1,66:1
- Genre : Film d'aventures, comédie
- Durée : 108 minutes
- Dates de sortie :  
  - Italie : décembre 1981
  - France : 16 décembre 1981

## Distribution
- Terence Hill (VF : Dominique Paturel) : Alan
- Bud Spencer (VF : Raoul Delfosse) : Charlie O'Brien
- Sal Borgese (VF : Roger Rudel) : Anulu
- John Fujioka (en) (VF : René Bériard) : Kamasuka
- Louise Bennett (VF : Paule Emanuele) : Mamma
- Salvatore Basile (es) (VF : Henry Djanik) : Frisco Joe (non crédité)
- Terry Moni Mapuana (VF : Céline Monsarrat) : Alua
- Herb Goldstein (it) (VF : Henri Labussière) : Oncle Brady
- Giancarlo Bastianoni (VF : Daniel Gall) : Baltimore
- Tom Tully (VF : Georges Aubert) : le commandant de la Marine

## Autour du film
- Le titre original du film s'inspire directement d'une réplique dite par Terence Hill à Bud Spencer dans Deux super-flics, « Qui trouve un ami, trouve un trésor », qui est une citation du livre biblique de Siracide (6, 14).
- Dans ce film, Bud Spencer n'est pas doublé par Claude Bertrand contrairement à d'habitude.
- Durant le générique de fin, il est indiqué que le nom de l'île où ont été filmées les scènes est tenu secret pour préserver la beauté du lieu. Il s'agit en réalité de l'île de Key Biscayne à quelques kilomètres seulement de Miami en Floride.
- Le soldat japonais ignorant que la guerre est finie est inspiré du personnage réel Onoda Hirō[réf. souhaitée] qui était posté sur l'île de Lubang et ne capitula qu'en 1974 lorsque son commandement lui remit en main propre l'ordre de cesser le feu. Par ailleurs, John Fujioka a joué également le rôle d'un soldat abandonné après la guerre dans l'épisode 14 de la saison 2 de la série L'Homme qui valait 3 milliards, soldat inspiré également de Onoda Hirō.
- Un hommage à la scène finale du film (où Bud Spencer et Terence Hill nettoient les carreaux du musée) a été fait par la chaîne YouTube BudTerence studios dans un de ses films d'animation en relief.